# Laguna Loriscota
La laguna Loriscota se encuentra a una altitud de 4 562 m s. n. m., en el departamento de Puno, provincia de El Collao, distrito de Santa Rosa, en Perú.
Es una laguna salada. Tiene un área de 33 km².[cita requerida] En época de lluvias se alimenta de los ríos Loriza y Putijane, llegando alcanzar una profundidad de 4,5 m. Alberga la mayor cantidad de aves acuáticas de la zona.